# La Parténope (Vinci)
La Parténope (La Partenope) es una ópera seria con libreto de Silvio Stampiglia y música de Leonardo Vinci, cuyo argumento trata sobre el mito fundacional de la ciudad de Nápoles. 

## Sinopsis argumental
ACTO I:
La acción comienza al amanecer, en un ritual en el que la reina Partenope pide la protección del dios Apolo para la ciudad, al cual asisten los nobles y el pueblo. Es recibido en audiencia Eurimene, desconocido príncipe armenio que pide asilo tras haber naufragado en las costas de la ciudad. 
Llega el aviso de que Emilio, príncipe de Cumas, dirige su ejército hacia la ciudad con inciertas intenciones. Al salir todos, Arsace, príncipe corintio y enamorado de Partenope, duda acerca de la identidad de Eurimene. Armindo, príncipe de Rodas, revela su amor por Partenope al joven Eurimene, quien lo anima a que se declare a ella. Sale Armindo y entra Arsace, que le confiesa su estupor al creer ver en el rostro de Eurimene a Rosmira, la princesa de Chipre que abandonó por seguir a Partenope. Finalmente, se descubre que Eurimene es Rosmira disfrazada de hombre y que ha venido en busca de Arsace. Este le asegura que la ama, pero Rosmira le exige no revele su verdadera identidad, para probar así su fidelidad.
Decidido y siguiendo el consejo de Eurimene, Armindo desvela sus sentimientos a la reina; aunque algo confusa por ello, expresa que le es imposible amarlo a causa de la pasión que siente por Arsace. 
Entra en escena Rosmira, que finge estar enamorado de Partenope, quien también a él le reitera que sólo puede amar a Arsace. 
Entra Emilio y pide la mano y el reino de Partenope, bajo amenaza de hacerle la guerra. La reina no cede a sus exigencias y queda declarada la batalla, eligiendo entre sus pretendientes a Arsace como general de sus ejércitos. 
Durante la batalla, Armindo salva a Partenope de la mano del enemigo y Arsace consiguen capturar a Emilio. 
ACTO II:
Partenope concede la libertad a Emilio. Rosmira, que sigue disfrazada de Eurimene, intenta atribuirse el prendimiento de Emilio, en demérito de Arsace, que tiene que callar para demostrarle su fidelidad; sin embargo, Emilio cuenta lo sucedido y Eurimene/Rosmira queda en evidencia. Partenope decide ponerlo bajo vigilacia.
Arsace pide una tregua a Rosmira en su prueba, sin llegar a obtenerla. Confundida por no saber discernir la verdad de los sentimientos de Arsace, Rosmira enloquece de celos. 
Más tarde, Arsace consigue que Partenope deje de nuevo en libertad a Eurimene-Rosmira. La reina concede su gracia con la condición de que Eurimene no vuelva a palacio. 
Eurimene-Rosmira, con enigmáticas palabras, vuelve a poner en el pecho de Armindo la esperanza de que podrá ver correspondido su amor y le pide su intercesión ante Partenope porque quiere contarle un secreto a la monarca. 
Tras un nuevo encuentro entre Arsace y Rosmira, el príncipe de Corinto a solas se arrepiente por haber abandonado tiempo atrás a Rosmira.
ACTO III:  
Partenope acepta recibir a Eurimene. El falso príncipe desvela, delante de todos, los antiguos amores de Arsace con la princesa Rosmira y cuenta cómo el príncipe decidió abandonarla por seguir a Partenope. La reina, enfurecida, desprecia a Arsace y pide a Armindo que espere a que ella pueda compensarle con su amor la constancia que ha mantenido hasta ahora. 
Emilio se aproxima a Arsace intentando aliarse con él y la amistad de Armindo y Eurimene-Rosmira queda afianzada. Arsace vuelve a rogar clemencia a Rosmira sin conseguirla y se lamenta por el rigor de su trato. 
Se decide celebrar un duelo entre Arsace y Eurimene. La noche anterior, Arsace termina durmiéndose, rendido por el cansancio y por la preocupación de tener que enfrentarse en combate a su amada. Lo encuentra Rosmira, y más tarde Partenope. Lo despiertan y el príncipe entre sueños llama a Rosmira, lo que causa mayor enfado en la reina. 
Llegan al campo de batalla y Arsace se muestra zozobrante, por miedo a dañar a Eurimene-Rosmira. Finalmente, utiliza el recurso de pedir que, al igual que él, también su fingido adversario desnude su pecho para el combate. De esta manera, Rosmira se ve obligada a descubrir su verdadera identidad. 
Partenope determina esposarse con Armindo y perdonar a Emilio. Arsace y Rosmira se casan, cumpliéndose así la promesa de matrimonio hecha años antes en Chipre. 

### Sobre el libreto
El “drama para música” La Partenope fue dedicado a la virreina española de Nápoles, María de las Nieves Téllez-Girón y Sandoval, Duquesa de Medinaceli, por el libretista Silvio Stampiglia.
La primera Partenope de 1699 fue musicada por Luigi Mancia, compositor nacido en Brescia en 1665, hoy casi del todo olvidado. "La Partenope" de Mancia tuvo numerosas réplicas en los diez años siguientes a su estreno napolitano: en Rovigo, Mantua, Florencia y Brescia (se encuentran copias manuscritas aún hoy en Nápoles, París y Dresde). Pero el libreto de Stampiglia fue pronto musicado por otros compositorse, el más importante de los cuales fue Antonio Caldara, que lo utilizó para las representaciones en Venecia y Ferrara de los años 1707-1709. Hubo al menos quince reposiciones de "La Parténope" en los años siguientes hasta 1720, y después se alternaron compositores menos conocidos, como Quintavalle, Beniventi, Predieri e incluso el maestro de capilla de Ciudad de México, Manuel de Zumaya, que en 1711 llevó "La Partenope" al Nuevo Mundo. Y después de 1720, compositores mucho más célebres utilizan de nuevo el libreto de Stampiglia: Domenico Sarro, Leonardo Vinci, Georg Frederich Händel y Antonio Vivaldi. En 1722 una nueva versión del libreto fue representada en el Teatro de San Bartolomé en Nápoles con música de Domenico Sarro, considerado el más potente e influyente compositor activo en Nápoles, después de Alessandro Scarlatti, y a la muerte del este se convirtió en el referente indiscutido de la música napolitana. 
La ópera gustó tanto al público napolitano que fue repuesta en el siguiente año de 1723, hecho verdaderamente infrecuente: para la ocasión Sarro añadió nuevas arias e Intermedios. 
La ópera de Sarro fue después llevada a Roma, en 1724, al Teatro de la Paz, pero, al menos al principio, no tuvo éxito, que se alcanzó posteriormente con réplicas sucesivas y acaso cambios en la partitura. Aquel mismo año Sarro había apadrinado a Pietro Metastasio en su estreno como libretista, musicando primero la "Didone Abbandonata". Pero tras estos éxitos, la música de Sarro se pasó pronto de moda: de su Partenope se hizo todavía una tardía reposición en Nápoles en 1739, a la que asistió el viajero y melómano francés Charles de Brosse, que definió la música de Sarro “de buena factura pero fría y aburrida” y, pese al añadido de nuevas arias, la ópera no gustó al mismo rey de Nápoles que la había encargado.

## Datos históricos
Mientras se encontraba en Roma con su ópera "Il Farnace", Leonardo Vinci fue invitado a representar una ópera suya en Venecia para los futuros carnavales, y en diciembre de 1724 debió emprender la composición de la "Ifigenia en Táuride", que debía ser la segunda ópera de la temporada veneciana en el teatro de San Juan Crisóstomo. La ópera gustó hasta tal punto que probablemente los empresarios de Venecia pidiesen a Vinci escribir una nueva ópera para esa misma temporada, con pocas semanas de plazo para concluirla. 
La elección recayó sobre "La Partenope", pero con el título de "La Rosmira Fedele" y con libreto dedicado al napolitano Duque Niccolò del Tocco di Sicignano. Se aducen varios motivos posibles para este cambio de título. Una posibilidad es el homenaje a la cantante Faustina Bordoni, que había interpretado el papel de Partenope para Sarro en Nápoles, y que en Venecia cantó, por el contrario, en el papel de Rosmira. Es probable que podría haber sido Faustina, gran amiga de Metastasio y futura esposa del compositor Johann Adolph Hasse, quien sugiriese al teatro veneciano el nombre de Vinci como compositor para la temporada de 1725. Pero también es posible que la ópera se integrase en los más amplios festejos de un importante matrimonio celebrado el 16 de enero de 1724, que involucró a la noble familia napolitana de los Cantelmo Stuart -emparentados con Jacobo III Estuardo (=Stuart), melómano rey inglés en el exilio conocido como “The Pretender”, es decir, “El Pretendiente”- y a los duques de Sicignano Del Tocco Montemiletto. Las celebraciones habían empezado en 1723 en Nápoles con la representación del Himeneo de Porpora, sobre libreto de Stampiglia. Después, en 1724, en Roma, fueron representadas "Ginebra, reina de Escocia" de Filippo Falconi y "La Partenope" de Sarro, alegorías respectivamente de las familias británica y napolitana. 
Según los Giornali di Napoli, el estreno de la Partenope en Roma el 18 de febrero tuvo bastante “poco, si no ningún aplauso”. Pero, solo una semana más tarde, la misma ópera logró un éxito triunfal: “en el Teatro Antiguo de la Paz encarna el genio universal la ópera de "La Partenope", musicada por el célebre Maestro de Capilla Domenico Sarro. En opinión del musicólogo Dinko Fabris, es muy probable que Vinci desempeñara algún papel en este repentino éxito: encontrándose en Roma para ocuparse de su "Farnace" en el teatro de las Damas (y más tarde de una ópera cómica, "La parienta fiel", en el mismo Teatro de la Paz en cuya escena se había montado la Parténope), Vinci podría haber sido invitado por los empresarios o quizás por el propio Sarro a poner al día la partitura de su colega añadiendo nuevas arias adaptadas al público de Roma. Esto podría explicar la elección de "La Parténope" para una ópera que había que completar deprisa para Venecia. La dedicatoria al duque napolitano Del Tocco prueba una conexión con la representación de Roma. 
En cuanto al título, se hace necesario imaginar que nunca un napolitano había representado una ópera suya en Venecia, y aquel público no debía de estar demasiado interesado en asistir a una historia que celebrara a la lejana Nápoles: el poner el acento en el personaje de Rosmira y en su “fidelidad” significaba la promesa de una historia amorosa de contrastes, perfecta para los gustos de la audiencia veneciana. Sin embargo, la dedicatoria en el libreto de 1725, firmada por el propio Vinci con el pseudónimo en anagrama de “Donarelo Ciuvi”, apunta como contexto a la historia mítica de Parténopeo y contextualiza los amores de Rosmira en los festejos Del Tocco-Cantelmo Stuart.
Una prueba ulterior del desarrollo de Vinci en la representación de Roma de 1724 es la presencia, en su partitura autógrafa de "La Partenope" (que se conserva en la British Library de Londres, procedente de la antología napolitana elaborada a finales del siglo XVIII por Gaspare Selvaggi), de mucha música de la Parténope original de Sarro: en efecto, del colega napolitano son copiados escrupulosamente casi todos los recitativos (solo las tonalidades son ajustadas para la trabazón de las sucesivas arias), el coro ‘Viva Parténope’ y dos breves sinfonías similares, las marchas que preceden respectivamente al aria de Emlio en el Acto I y el final del Acto III.22 Vinci debió de componer verdaderamente deprisa: no sólo copió la música de Sarro en su partitura, sino que tomó en préstamo también sus propias composiciones precedentes. Por ejemplo la Sinfonía inicial había sido ya usada por Vinci para su oratorio María dolorida, compuesto en Nápoles para la Cofradía del Santísimo Rosario. También la otra ópera de Vinci que sobrevive autógrafa, Le zite ‘n galera (1722), comienza del mismo modo, con la orquesta entera utilizada al unísono imitando el calascione, instrumento de cuerda típico de la música popular de Nápoles.
La contribución original de Vinci a la partitura es, no obstante, fundamental: las veintiocho arias son suyas, inexistentes en la música de Sarro y sin elemento alguno en común. En algún caso Vinci cambió también el texto de algunas arias, prueba de que reutilizó música que había compuesto ya anteriormente (por ejemplo para la primera aria de Parténope “Non posso amarti, oh Dio!”del Acto I). De las arias de Vinci existe también una segunda fuente, un manuscrito de la Biblioteca Nazionale Marciana de Venecia, que parece sin embargo copiado del autógrafo sin diferencia alguna. Siete arias fueron, en cambio, reutilizadas en el pastiche intitulado "La Elpidia", montado y dirigido por Händel en Londres en abril de 1725 con músicas recibidas desde Venecia con el consentimiento del compositor que fue incluso compensado. Además en junio de 1725 se repuso la "Rosmira fedele" con texto modificado. 
Después de estas representaciones, la ópera ha tenido que esperar casi tres siglos para poder ser redescubierta y llevada a escena por Antonio Florio, con la Capella della Pietà dei Turchini, y por Gustavo Tambascio como director de escena, en una producción auspiciada por el Ministerio de Cultura de España con el fin de esta fuera la primera gran producción escénica del futuro Centro de las Artes Escénicas y las Músicas Históricas (CAEMHIS), que iba a tener su sede en el Teatro Emperador de León (España). Su estreno tuvo lugar en el Auditorio Ciudad de León el 17 de marzo de 2009. Esta misma producción se ha visto en el Teatro San Carlos de Nápoles, dentro del Napoli Teatro Festival Italia, el 27 de junio de 2009; el 12 de agosto de 2009 en el Palacio de Festivales en Santander; el 25 de septiembre de 2009 en el Teatro Rosalía de Castro en La Coruña y el 3 de febrero de 2010 en el Teatro de la Maestranza de Sevilla.
Esta producción incluía los intermedios cómicos originales de "La Partenope" de Sarro (los únicos que se han preservados), aunque modificados por el director de escena con el fin de acercar al público de hoy un humor que en su versión original nos sería incomprensible.
En julio de 2010 se hizo público que la producción antedicha ganó el Premio Lírico Campoamor a la mejor nueva producción de 2009.

### Reparto del estreno
- Partenope (contralto) - Antonia Merighi
- Rosmira (soprano) - Faustina Bordoni
- Arsace (castrado) - Carlo Scalzi
- Armindo (tenor) - Antonio Barbieri
- Emilio (castrado) - Giovanni Carlo Bernardi
- Ormonte (castrado) - Giovanni Ossi

### Reparto del reestreno en tiempos modernos
El reparto de la función del 17 de marzo de 2009 fue el siguiente:
- Partenope - Sonia Prina (contralto)
- Rosmira - Maria Grazia Schiavo (soprano)
- Arsace - Maria Ercolano (soprano)
- Armindo - Stefano Ferrari (tenor)
- Emilio - Eufemia Tufano (mezzosoprano)
- Ormonte - Charles Do Santos (tenor)

Los papeles cómicos de Eurilla y Beltramme fueron representados por Pino de Vittorio y Marco Moncloa respectivamente.